# 土木工程拓展署大樓

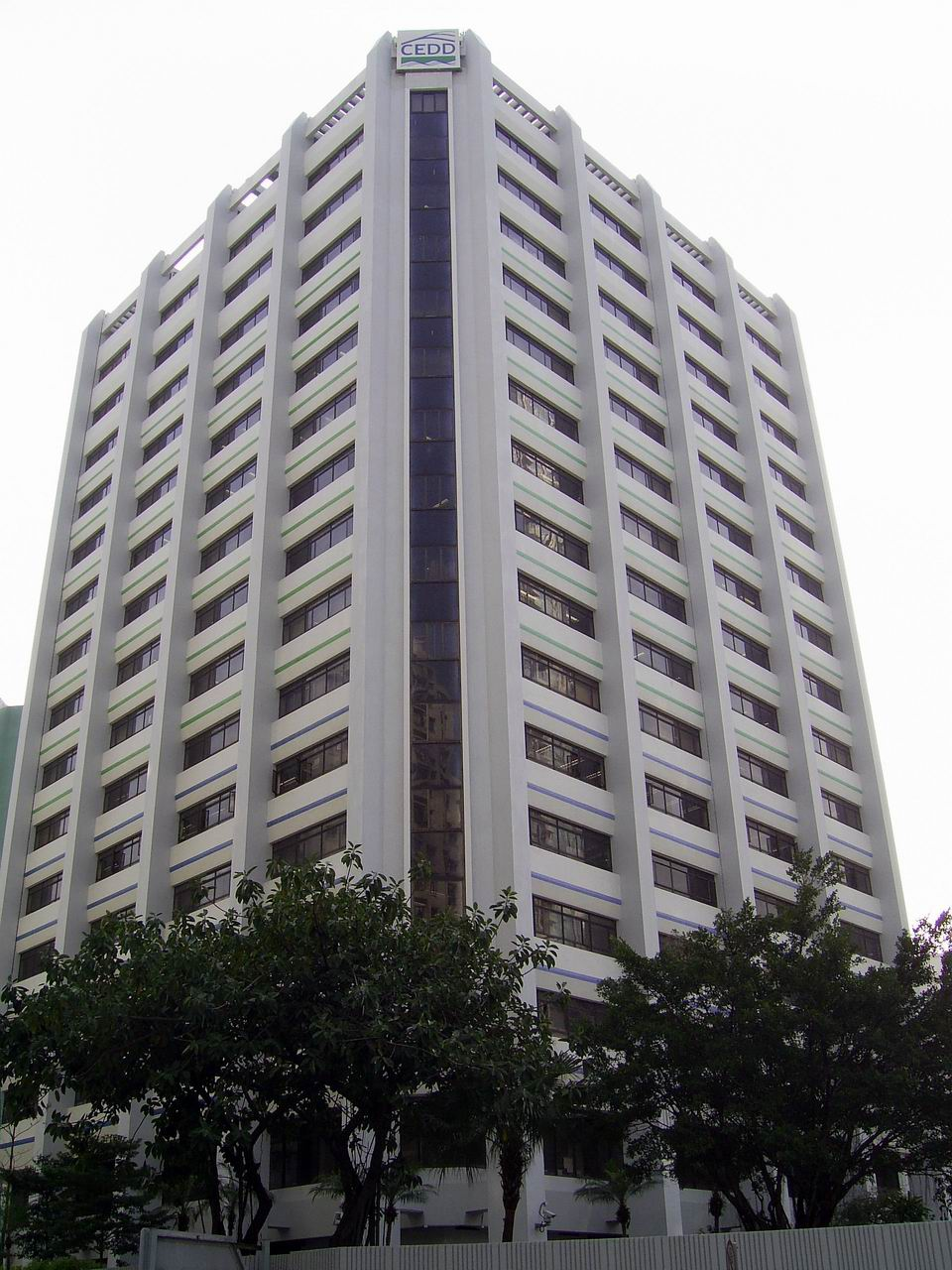
土木工程拓展署大樓

土木工程拓展署大樓（英語：Civil Engineering and Development Building）是香港九龍區其中一座政府辦公大樓，位於香港九龍何文田十二號山公主道101號，鄰近何文田愛民邨。大樓高17層，為土木工程拓展署的總部及其下的辦事處的所在地。
大樓於1976年啟用，在1980年代該大樓曾用作香港房屋委員會、房屋署及新界民政署的總部。